# Moerbeke (okręg Gandawa)
Moerbeke, Moerbeke-Waas – miejscowość i gmina (gemeente) w Belgii, w Regionie Flamandzkim, w prowincji Flandria Wschodnia, w okręgu Gandawa.

## Podział administracyjny
W skład gminy nie wchodzi żadna dzielnica (deelgemeente).

## Demografia
- Źródła: NIS, od 1806 do 1981= według spisu; od 1990 liczba ludności w dniu 1 stycznia

1 stycznia 2024 całkowita populacja Moerbeke liczyła 6758 osób. Łączna powierzchnia gminy wynosi 37,93 km², co daje gęstość zaludnienia 178 mieszkańców na km².